# Химическая разведка
Химическая разведка — комплекс мероприятий, проводимых в целях своевременного добывания, сбора и первичной обработки сведений о химическом заражении объектов, местности, воздушного пространства и акватории. Элемент боевого обеспечения. 

## Содержание химической разведки

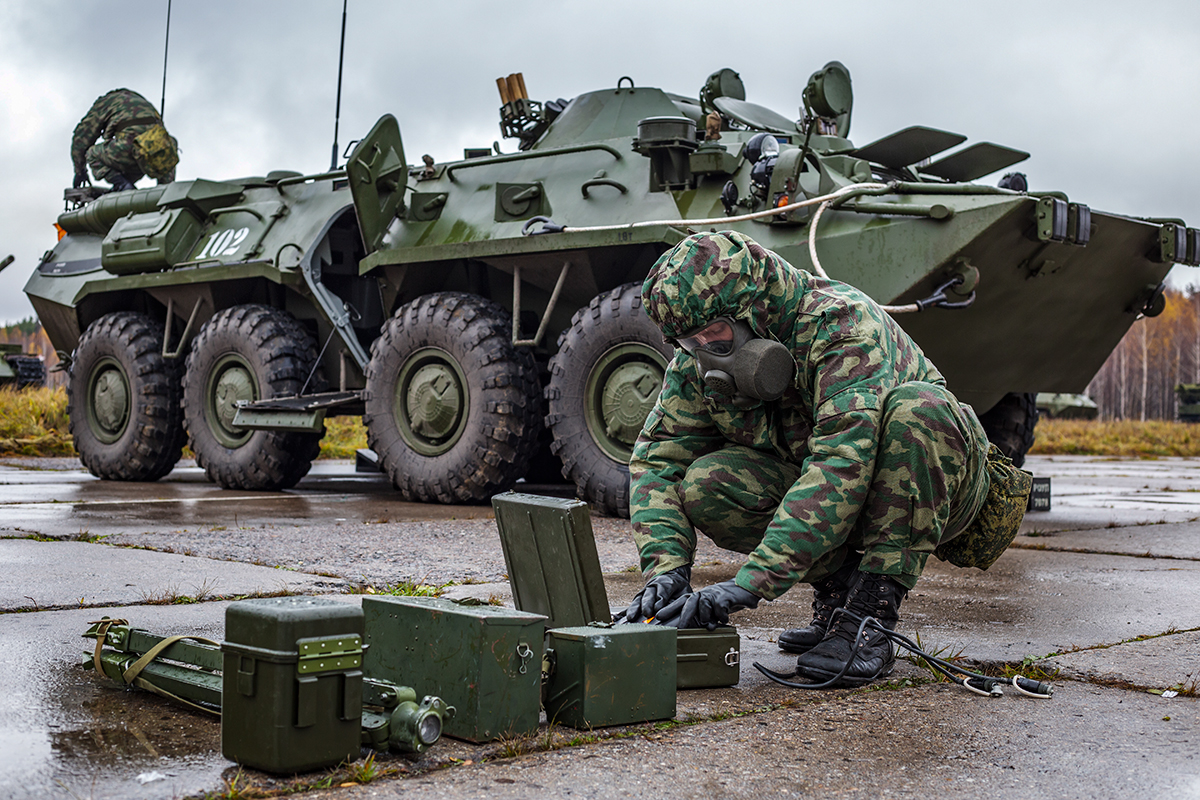
Расчёт химической разведки войск РХБЗ России, на фоне машины химической разведки РХМ-4

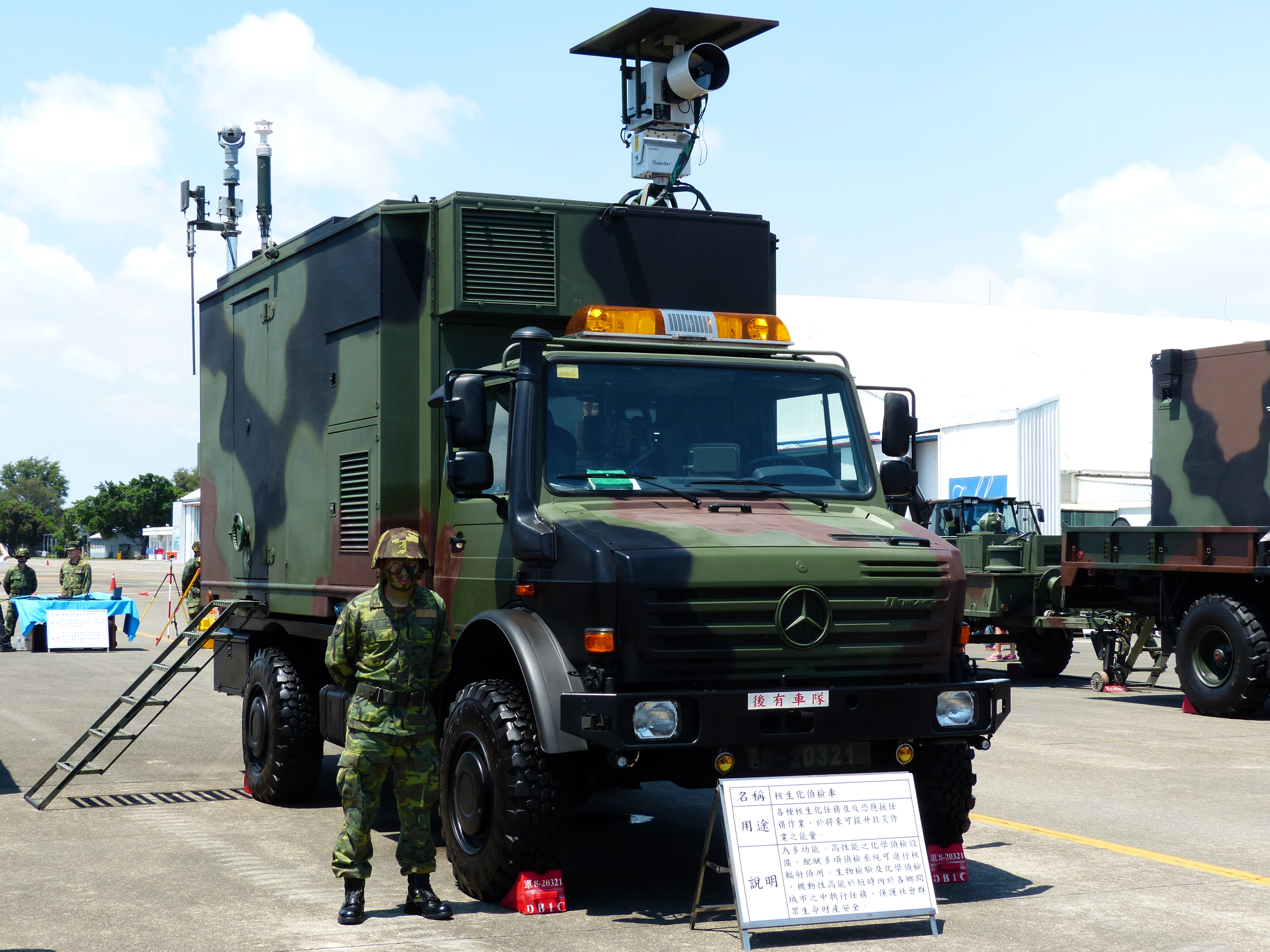
Машина химической разведки ROCA Type 97 Вооружённых сил Тайваня

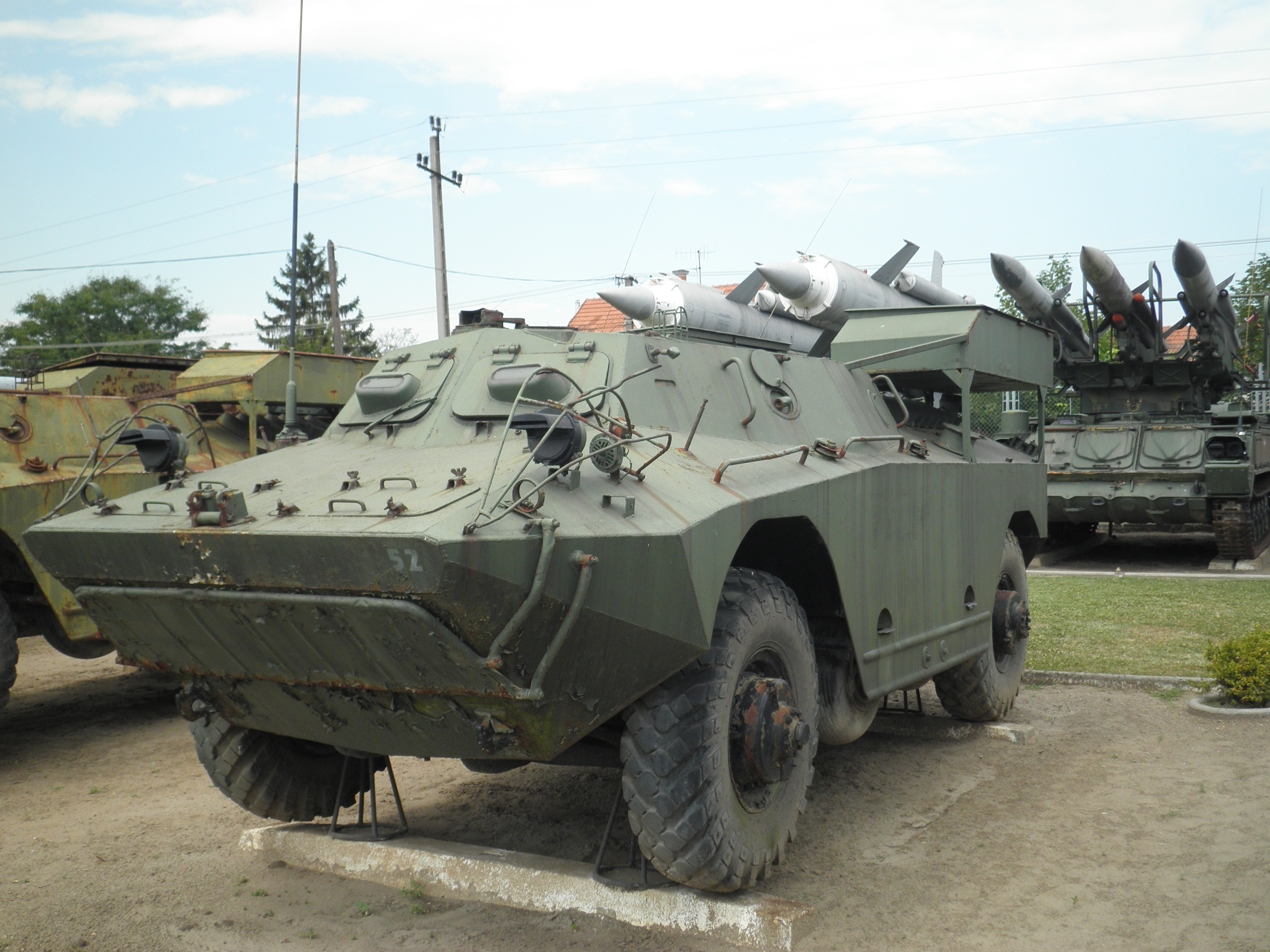
OT-65Ch — машина химической разведки производства Чехословакии

При выполнении химической разведки выявляют следующие пункты:
- начало и масштабы химического заражения;
- вид и тип отравляющего вещества;
- маршруты обхода и преодоления участков заражения.

Химическая разведка организуется во всех видах боевых действий войск (сил). Она производится подразделениями радиационной, химической и биологической  разведки (РХБ-разведки), экипажами вертолётов, разведывательными подразделениями и специально подготовленными отделениями всех родов войск (сил), а также разведывательными формированиями объектов экономики и служб гражданской обороны с использованием приборов химической разведки.
В случае аварии (разрушениях) химически опасных объектов химическая разведка производит добывание, сбор и передачу данных о наличии, характере, масштабах и степени химического заражения воздуха, местности, источников воды, зданий и иных сооружений, продуктов питания, сырья, а также личного состава войск, населения и животных в очаге разрушения химически опасных объектов и зонах химического заражения опасными веществами. 
В Вооружённых силах СССР химическая разведка являлась составной частью радиационной и химической разведки.
В Вооружённых силах Российской Федерации химическая разведка является составной частью РХБ-разведки, которая проводится и организуется для получения данных о факте, масштабах РХБ-заражения и фактической РХБ-обстановке. 
Задачами РХБ разведки являются:
- определение наличия и границ районов РХБ заражения местности, возд. пространства и акватории;
- определение мощности доз излучения, типа отравляющих веществ и химически опасных веществ и их концентрации;
- выявление направлений (маршрутов, районов) с наименьшими мощностями доз излучения;
- выявление фактов применения биологических средств, проведение и отбор проб для специфической идентификации в лабораториях войск РХБ защиты, медицинской и ветеринарно-санитарной служб.

РХБ-разведка проводится формированиями наземной и воздушной РХБ-разведки, а также специально подготовленными отделениями (расчётами, экипажами) подразделений всех родов войск, соединений и частей обеспечения.